# Konklave 1342

Wappen des Camerlengos während der Sedisvakanz

Das Konklave von 1342 war die Wahlversammlung der Kardinäle nach dem Tod von Papst Benedikt XII.

## Wahl von Papst Clemens VI.
Benedikt XII. starb in Avignon am 25. April 1342.
Das Konklave begann am 5. Mai und dauerte nur zwei Tage. Die Wahl fiel einstimmig auf Pierre Roger, der sich Papst Clemens VI. nannte und somit der vierte Papst des Avignonesischen Papsttums wurde. Nach der Aussage der Kardinäle des Farges und Ceccano war die Wahl „von der göttlichen Inspiration allein“ bestimmt. Am 19. Mai wurde der neue Papst vom Kardinalprotodiakon Raymond Guillaume des Farges in der Kirche der Dominikaner in Avignon gekrönt.
Kurz nach dem Tod Benedikts XII. schickte König Philipp VI. von Frankreich seinen ältesten Sohn Johann den Guten mit der Aufgabe, die Kandidatur von Pierre Roger zu unterstützen, nach Avignon, aber als er kam, war die Wahl bereits mit dem vom König erwünschten Ergebnis abgeschlossen.

## Teilnehmer
Zum Zeitpunkt seines Todes gab es neunzehn Kardinäle, von denen siebzehn an dem anschließenden Konklave teilnahmen:
| Kardinal                     | Kardinaltitel                                                 | Ernannt am        | Ernenner                       | Bemerkungen                                                                 |
| ---------------------------- | ------------------------------------------------------------- | ----------------- | ------------------------------ | --------------------------------------------------------------------------- |
| Pierre des Prés              | Bischof von Palestrina                                        | 20. Dezember 1320 | Johannes XXII.                 | Dekan des Heiligen Kollegiums und Vizekanzler der Heiligen Römischen Kirche |
| Bertrand du Pouget           | Bischof von Ostia e Velletri                                  | 17. Dezember 1316 | Johannes XXII. (Kardinalnepot) |                                                                             |
| Jean-Raymond de Comminges    | Bischof von Porto-Santa Rufina                                | 18. Dezember 1327 | Johannes XXII.                 |                                                                             |
| Annibaldo di Ceccano         | Bischof von Frascati                                          | 18. Dezember 1327 | Johannes XXII.                 |                                                                             |
| Pedro Gómez Barroso          | Bischof von Sabina                                            | 18. Dezember 1327 | Johannes XXII.                 |                                                                             |
| Imbert Dupuis                | Kardinalpriester der Titelkirche Santi XII Apostoli           | 18. Dezember 1327 | Johannes XXII. (Kardinalnepot) | Kardinalprotopriester und Kämmerer des Heiligen Kardinalskollegiums         |
| Hélie de Talleyrand-Périgord | Kardinalpriester der Titelkirche San Pietro in Vincoli        | 25. Mai 1331      | Johannes XXII.                 | Kardinalprotektor der Franziskaner                                          |
| Pierre Bertrand              | Kardinalpriester der Titelkirche San Clemente                 | 20. Dezember 1331 | Johannes XXII.                 |                                                                             |
| Gozzio Battaglia             | Kardinalpriester der Titelkirche Santa Prisca                 | 18. Dezember 1338 | Benedikt XII.                  |                                                                             |
| Bertrand de Déaulx           | Kardinalpriester der Titelkirche San Marco                    | 18. Dezember 1338 | Benedikt XII.                  |                                                                             |
| Pierre Roger OSB             | Kardinalpriester der Titelkirche Santi Nereo ed Achilleo      | 18. Dezember 1338 | Benedikt XII.                  | Als Papst gewählt.                                                          |
| Guillaume Court OCist        | Kardinalpriester der Titelkirche Santi Quattro Coronati       | 18. Dezember 1327 | Benedikt XII. (Kardinalnepot)  |                                                                             |
| Bernard d’Albi               | Kardinalpriester der Titelkirche San Ciriaco alle Terme       | 18. Dezember 1338 | Benedikt XII.                  |                                                                             |
| Guillaume d’Aure OSB         | Kardinalpriester der Titelkirche Santo Stefano al Monte Celio | 18. Dezember 1338 | Benedikt XII.                  |                                                                             |
| Raymond Guilhem de Fargues   | Kardinaldiakon der Titelkirche Santa Maria Nuova              | 18. Dezember 1310 | Clemens V. (Kardinalnepot)     | Kardinalprotodiakon                                                         |
| Gaillard de la Mothe         | Kardinaldiakon der Titelkirche Santa Lucia in Silice          | 17. Dezember 1316 | Johannes XXII.                 |                                                                             |
| Giovanni Colonna             | Kardinaldiakon der Titelkirche Sant’Angelo in Pescheria       | 18. Dezember 1327 | Johannes XXII.                 |                                                                             |

Zehn Wahlberechtigte wurden von Johannes XXII., sechs von Benedikt XII. und einer wurde von Clemens V. ernannt. Dreizehn von ihnen waren Franzosen, drei Italiener und einer war Spanier.
Das Amt des Camerlengos der Heiligen Römischen Kirche besetzte zu diesem Zeitpunkt Gasbert de Valle, Erzbischof von Narbonne (kein Kardinal) und Neffe von Papst Johannes XXII.

## Abwesende Kardinäle
Zwei französische Kardinäle, die beide von Johannes XXII. ernannt wurden, nahmen nicht an diesem Konklave teil:
| Kardinal              | Kardinaltitel                                        | Ernannt am        | Ernenner                       | Bemerkungen                     |
| --------------------- | ---------------------------------------------------- | ----------------- | ------------------------------ | ------------------------------- |
| Gauscelin de Jean     | Bischof von Albano                                   | 17. Dezember 1316 | Johannes XXII. (Kardinalnepot) | Kardinalgroßpönitentiar         |
| Bertrand de Montfavez | Kardinaldiakon der Titelkirche Santa Maria in Aquiro | 17. Dezember 1316 | Johannes XXII.                 | Erzpriester der Lateranbasilika |